# Partij van de Nationalistische Samenleving
De Partij van de Nationalistische Samenleving (Spaans: Partido de la Sociedad Nacionalista, PSN) was een Mexicaanse politieke partij.
De PSN werd opgericht in 1998 en beschouwde zichzelf als centrumlinks en nationalistisch. Bij de presidentsverkiezingen van 2000 steunde de PSN de kandidatuur van Cuauhtémoc Cárdenas. Bij de parlementsverkiezingen van 2003 haalde de partij minder dan 2% van de stemmen, waarna ze haar erkenning verloor.
De PSN heeft vaak te maken gehad met beschuldigingen van nepotisme en corruptie, daar alle belangrijke posities in de partij bezet werden door leden van dezelfde familie. Na afloop van de verkiezingen van 2003 werd partijvoorzitter Gustavo Riojas Santana door het Federaal Electoraal Instituut (IFE) beschuldigd van malversatie en werd een arrestatiebevel uitgevaardigd. Riojas is momenteen nog altijd voortvluchtig.

## Presidentskandidaten
- 2000: Cuauhtémoc Cárdenas

PAN · PRI · PVEM · PT · MC · Morena